# Jakići I
Jakići I is een plaats in de gemeente Sveti Lovreč in de Kroatische provincie Istrië. De plaats telt 25 inwoners (2001).